# Cầy hương Madagascar
Cầy hương Madagascar là một loài động vật có vú và là thành viên duy nhất của chi Fossa, trong họ Eupleridae, bộ Ăn thịt. Loài này được Müller mô tả năm 1776. Đây là loài đặc hữu Madagascar.

## Mô tả
Cầy hương Madagascar có kích thước của một con mèo, với một cơ thể rắn chắc, chân ngắn, nhỏ và mõm nhọn giống như cáo. Bộ lông ngắn, dày màu nâu sáng với màu xám xung quanh đầu và lưng. Có bốn hàng lông sọc sậm màu ở hai bên; đùi cũng có thể có một vài đốm đen. Phần dưới có xu hướng không các vệt đen, và có màu kem nhạt hoặc màu trắng.
Cầy hương Madagascar có chiều dài tổng 61–70 cm, trong đó đầu và thân 40–45 cm, đuôi 21–25 cm. Con đực trường lớn hơn con cái, với khối lượng con đực lên tới 2,0 kg trong khi con cái là 1,5 kg.

## Lối sống
Cầy hương Madagascar là một loài nhút nhát, có lối sống về đêm mà săn. Chúng săn chuột chù tenrec nhỏ, động vật gặm nhấm, chim, ếch nhái, bò sát và động vật không xương sống trên nền rừng và rơi xuống từ trên cây. Thỉnh thoảng chúng cũng ăn trái cây. Chúng dành cả ngày ngủ trên thân cây rỗng, hố đất, hoặc vết nứt bên trong vách đá. Chúng có thể lưu trữ chất béo, đặc biệt là ở phần đuôi, để chuẩn bị cho mùa đông (tháng Sáu đến tháng tám), khi nguồn thức ăn khan hiếm.
Cầy hương Madagascar trưởng thành có ít kẻ thù tự nhiên, nhưng con non có thể bị bắt bởi rắn và chim săn mồi. Chúng cũng bị giết chết bởi những con chó hoặc con người.

## Sinh sản
Cả con đực và con cái hình thành một cặp bảo vệ một lãnh thổ rộng lớn, đánh dấu ranh giới với mùi hương được sản xuất bởi các tuyến xung quanh hậu môn và má. Sự giao phối diễn ra trong tháng Tám và tháng Chín. Sau thời gian mang thai ba tháng, một con non duy nhất được sinh ra. Con non khá phát triển sau khi sinh, với đôi mắt mở và phủ lông. Mặc dù chúng có thể đi lại ở thời điểm ba ngày sau khi sinh, sự phát triển tiếp theo của chúng là tương đối chậm. Chúng được cai sữa hoàn toàn tại hai hoặc ba tháng tuổi, và rời khỏi lãnh thổ của cha mẹ khoảng một năm tuổi và đạt tuổi trưởng thành sinh dục lúc hai năm tuổi.

## Phân bố
Cầy hương Madagascar là loài đặc hữu của Madagascar, phân bố ở khắp các khu vực rừng nhiệt đới ẩm ướt ở phía đông từ phía bắc tới phía nam. Chúng cũng đã được thấy trong các khu rừng ở cực bắc của đảo. Phạm vi phân bố theo độ cao mực nước biển ít nhất là tới 1.600 m, nhưng loài này dường như hiếm hơn ở độ cao trên 1.000 m. Môi trường sống ưa thích là rừng ven biển và rừng nhiệt đới ẩm độ cao trung bình hoặc gần các dòng sông hau đầm lầy trong đó. Không thích sinh sống trong rừng thứ sinh.